# Gluconobacter
Genre

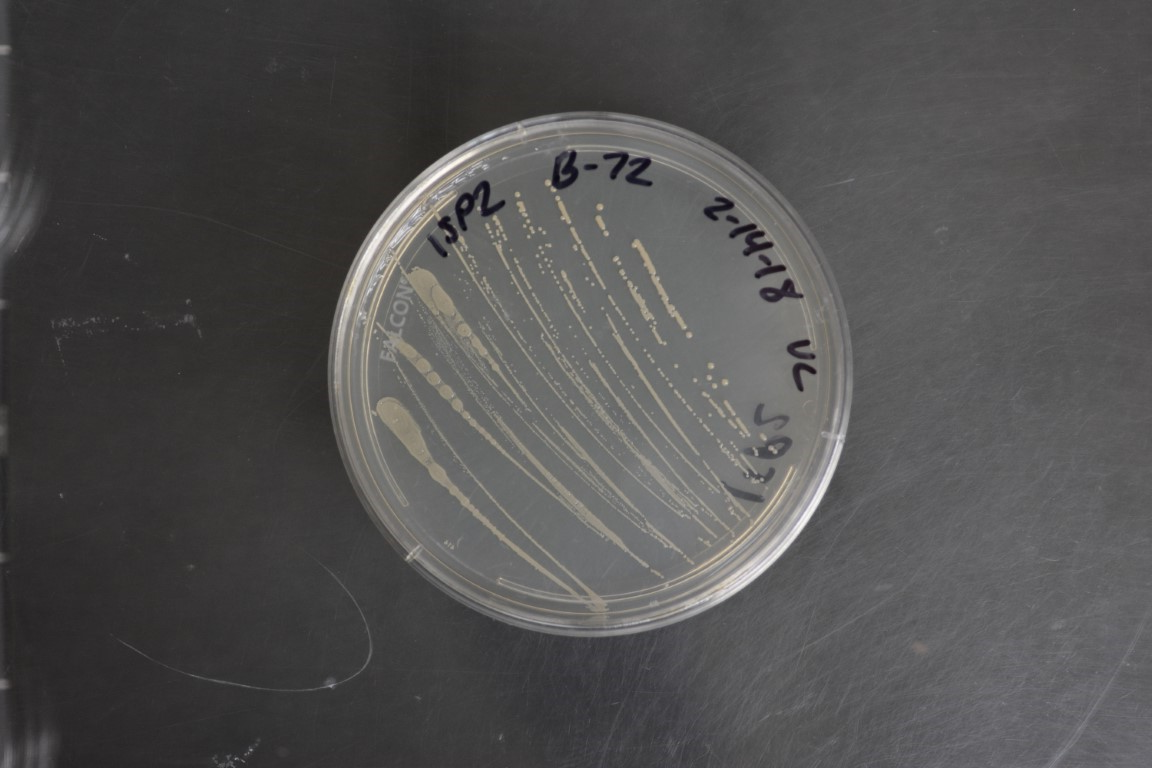
Gluconobacter

Gluconobacter est l'un des genres de bactéries acétiques. Il regroupe une quinzaine d'espèces.
L'espèce type est Gluconobacter oxydans. Elle est responsable d'une pourriture molle bactérienne sur certains fruits mûrs.

## Espèces
Parmi les espèces attribuées au genre Gluconobacter, on identifie en 2022 :
- Gluconobacter aidae Yukphan et al. 2020
- Gluconobacter albidus (Kondo & Ameyama 1958) Yukphan et al. 2005
- Gluconobacter cadivus Sombolestani et al. 2021
- Gluconobacter cerevisiae[4] Spitaels et al. 2014
- Gluconobacter cerinus (Asai 1935) Yamada and Akita 1984 ; syn.  Gluconobacter asaii
- Gluconobacter frateurii Mason and Claus 1989
- Gluconobacter japonicus Malimas et al. 2009 ; syn.  Gluconobacter nephelii
- Gluconobacter kanchanaburiensis Malimas et al. 2009
- Gluconobacter kondonii Malimas et al. 2008
- Gluconobacter morbifer Roh et al. 2019
- Gluconobacter oxydans[5] (Henneberg 1897) De Ley 1961 ; dyn. Gluconobacter uchimurae
- Gluconobacter potus Sombolestani et al. 2021
- Gluconobacter roseus (Asai 1935) Malimas et al. 2008
- Gluconobacter sphaericus (Ameyama 1975) Malimas et al. 2008
- Gluconobacter thailandicus  Tanasupawat et al. 2005
- Gluconobacter vitians Sombolestani et al. 2021
- Gluconobacter wancherniae  Yukphan et al. 2010

## Liste des espèces et non-classés
Selon NCBI (13 août 2014) :
- Gluconobacter albidus
- Gluconobacter cerevisiae
- Gluconobacter cerinus
- Gluconobacter frateurii
  - non-classé Gluconobacter frateurii NBRC 101659
  - non-classé Gluconobacter frateurii NBRC 103465
- Gluconobacter japonicus
- Gluconobacter kanchanaburiensis
- Gluconobacter kondonii
- Gluconobacter morbifer
  - non-classé Gluconobacter morbifer G707
- Gluconobacter nephelii
- Gluconobacter oxydans
  - non-classé Gluconobacter oxydans 621H
  - non-classé Gluconobacter oxydans DSM 2003
  - non-classé Gluconobacter oxydans DSM 3504
  - non-classé Gluconobacter oxydans H24
  - non-classé Gluconobacter oxydans WSH-003
- Gluconobacter roseus
- Gluconobacter sphaericus
- Gluconobacter thailandicus
  - non-classé Gluconobacter thailandicus F149-1 = NBRC 100600
  - non-classé Gluconobacter thailandicus NBRC 3255
  - non-classé Gluconobacter thailandicus NBRC 3257
- Gluconobacter uchimurae
- Gluconobacter wancherniae
  - non-classé Gluconobacter wancherniae NBRC 103581